# Anand Nagar
Anand Nagar là một thị trấn thống kê (census town) của quận Dhubri thuộc bang Assam, Ấn Độ.

## Nhân khẩu
Theo điều tra dân số năm 2001 của Ấn Độ, Anand Nagar có dân số 5026 người. Phái nam chiếm 52% tổng số dân và phái nữ chiếm 48%. Anand Nagar có tỷ lệ 48% biết đọc biết viết, thấp hơn tỷ lệ trung bình toàn quốc là 59,5%: tỷ lệ cho phái nam là 56%, và tỷ lệ cho phái nữ là 39%. Tại Anand Nagar, 19% dân số nhỏ hơn 6 tuổi.